# Панченко Наталія Миколаївна
Наталія Миколаївна Панченко (нар. 27 вересня 1988, Тарасівка, Зіньківський район, Полтавська область, Українська РСР) — польсько-українська активістка, лідерка української діаспори в Польщі, правозахисниця, активістка року за версією часопису Wprost, продюсерка проєктів «Ukraїner» та «Chernobyl VR Project».

## Життєпис
Батько — головний інженер, мати головна бухгалтерка. Здобула магістра та закінчила аспірантуру в Полтавському державному аграрному університеті за спеціальністю «Менеджмент організацій» (2006–2011)[джерело?], після чого здобула ступінь магістра з Менеджменту Варшавського університету природничих наук[джерело?]. Одружена, має доньку.

## Громадська діяльність

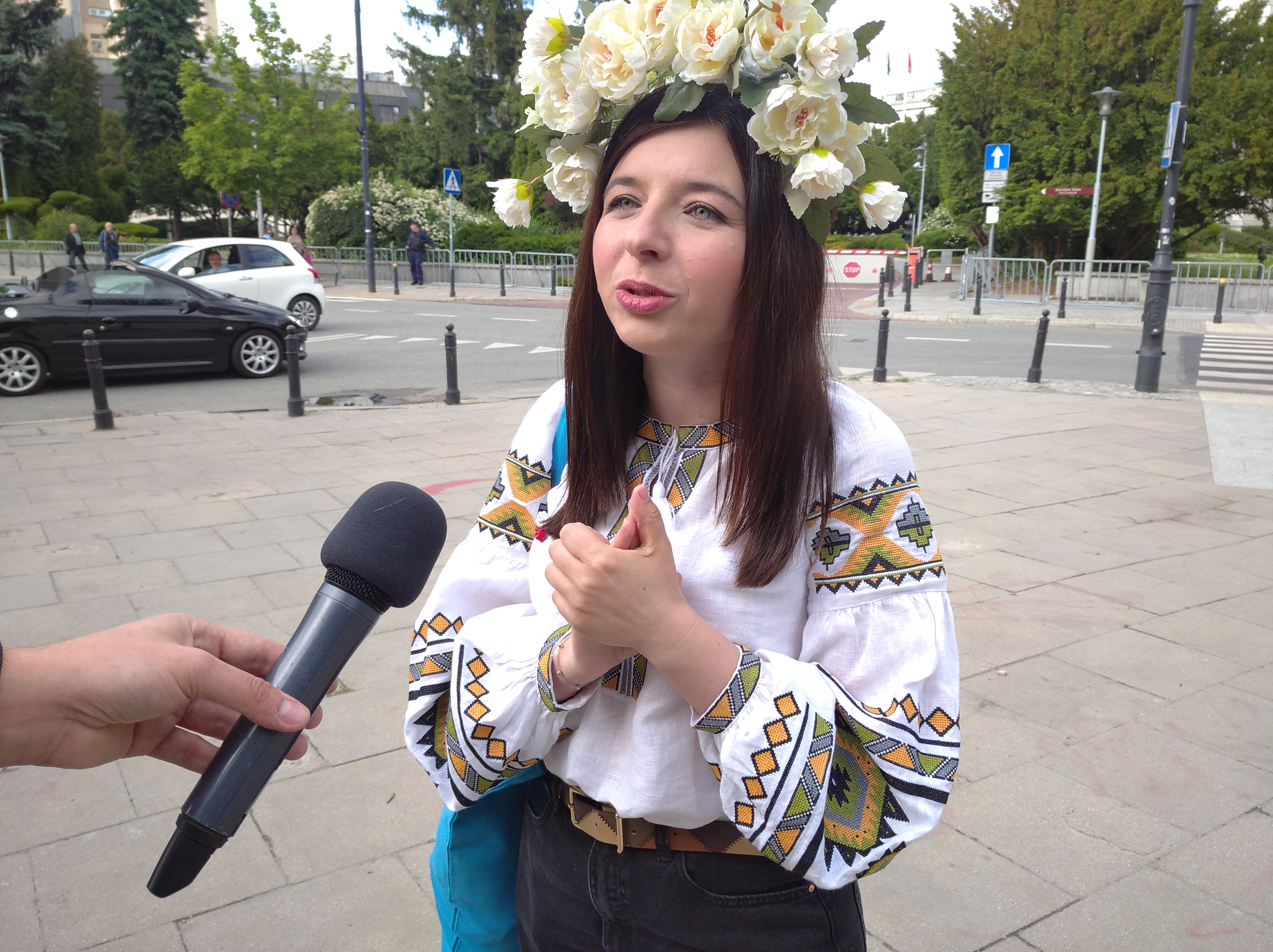
Наталія Панченко перед початком Маршу подяки України у Варшаві, 2022

Була однією з організаторок «Євромайдану у Варшаві», в рамках якого щоденно проводила мирні протести під Посольством України. Їздила разом з іншими активістами на Майдан до Києва, збирала гроші й гуманітарну допомогу для активістів. Від початку війни 2014 року розпочала збір гуманітарної допомоги для Збройних Сил України, добровольців та цивільних.
З 2014 року працювала над звільненням в'язнів кремля та українських полонених з російського полону. Організовувала чисельні акції, зустрічі родин полонених та політв'язнів з політиками, координувала всесвітні інформаційні кампанії з їх звільнення. Причетна до звільнення Надії Савченко, Олега Сенцова, Сашка Кольченка, Романа Сущенка, Геннадія Афанасьєва та інших.
Після початку повномасштабного вторгнення росії в Україну 24 лютого 2022 року Наталія Панченко знову очолила польський рух спротиву війні та підтримки України і стала організаторкою антивоєнних протестів у Варшаві.
У березні 2022 року Панченко організувала блокаду російських та білоруських фур, що вивозили підсанкційні товари з ЄС до Росії. Активісти під супроводом Панченко блокували білорусько-польський та польсько-німецький кордони, вимагаючи від Європейського союзу заборони російським та білоруським фурам перевозити товари в росію. 8 квітня 2022 року в п'ятому пакеті санкцій ЄС проти Росії третім пунктом було виконано вимогу Панченко та її команди — Євросоюз заборонив ввезення та транзит нових вантажів автотранспортом з Росії та Білорусі на територію ЄС.
На одній із демонстрацій під німецьким Бундестагом Олафові Шольцу були передані черевички вбитої в Маріуполі дитини разом з листом, в якому йшлося про вимогу до Євросоюзу ввести торгівельне ембарго з Росією та Білоруссю.
Разом зі своєю ініціативою Панченко організовує антивоєнні акції та інформаційні кампанії у Польщі та Європі з метою визнання росії країною-терористкою, посилення санкцій ЄС проти росії, звільнення українських полонених. Координує збір гуманітарної допомоги для України, підтримує збір коштів поляками на байрактари для ЗСУ.
У 2022 році організувала марш подяки полякам за підтримку України, участь у якому взяло 20 тисяч осіб.

## Відзнаки та нагороди
У 2015 році інформаційно-аналітичне агентство «Global Ukraine News» визнало Наталію Панченко одним з 10 облич української молодіжної діаспори.
У 2019 році стала лавреаткою Волонтерської премії України.
2022 року отримала польську нагороду SheO Awards в категорії «Активістка року».
У листопаді 2024 року отримала орден "За заслуги" III ступеня.